# キャディラックス 恐竜新世紀
『キャディラックス 恐竜新世紀』は、1993年4月にカプコンからアーケードゲームとして発売されたベルトスクロールアクションゲーム。3人同時プレイ可能。日本国外での販売名は「Cadillacs and Dinosaurs」。
本作は、天変地異によって恐竜が人間と共存するようになった26世紀を舞台に、恐竜を狩り集めようとする密猟者・ディノハンターたちと、それに立ち向かう「キャディラックス」と呼ばれる戦士たちの戦いを描いている。
原作はアニメ『Cadillacs and Dinosaurs』（1993年・米国CBS放送）。その原作はアメコミ『Xenozoic Tales』（作：マーク・シュルツ）。
オープニング画面が日本国内版と国外版では仕様が一部異なる。
従来のベルトスクロールアクションゲームに比べ、全体的にプレイヤーの攻撃力が高めに設定されている。
ゲーム誌『ゲーメスト』（新声社）誌上で行われた「第7回ゲーメスト大賞」（1993年度）においてベストアクション賞10位、年間ヒットゲーム32位を獲得した。

## システム
八方向レバーと2つのボタンでプレイヤーキャラクターを操作する。2つのボタンは攻撃ボタンとジャンプボタンである。
全方向にダッシュが可能、ダッシュジャンプも可能であり、全体的に操作の自由度が高い。他にもコマンド入力で出せる技があり、ドラム缶や樽などを持ち上げて移動したり、投げつけたりすることもできる。
キャラクター共通コマンド技は以下のとおり。
- 必殺技：レバーを↓↑と入力し、攻撃ボタンを押す。
- スラッシュダウンキック：垂直ジャンプ中、ジャンプ頂点で攻撃ボタンを押す。ムスタファは垂直ジャンプでない時からも出せる。
- 三角飛び（ハンナとムスタファのみ）：壁に向かって飛び、ぶつかったらジャンプボタンを押す。タイミングよく攻撃ボタンを押せば、スラッシュダウンキックを出せる。

ステージ中にあるドラム缶、樽、タイヤなどの障害物を破壊すると、回復アイテムや得点アイテム、さらには武器などが出現する。柱などの背景に隠されているものもある。また、ステージ3ではキャディラックスの通信機がアイテムとして登場する。
敵キャラクターは、雑魚やボスのほかに、凶暴化した恐竜も挙げられる。狂暴化した恐竜は攻撃することによって体力をゼロにする（体色を赤から緑にする）と正気に戻すことができる。

## あらすじ
※稼働地域によって名前が異なるキャラクターについてはカッコ内参照。
EPISODE1（名前表示なし）CITY IN THE SEABOSS
BOSS：ヴァイス (VICE)
西暦2513年の大都市。ディノハンターと呼ばれる密猟者をせん滅すべくジャックたちキャディラックスは戦いを繰り広げる。そしてたどり着いた47番街には、恐竜を捕えていた密猟者の頭取ヴァイスが待ち構えていた。
EPISODE2（北の森へ向かえ！）THE SWAMP FOREST
BOSS：アトミック (ATOMIC / BUTCHER)
ヴァイスを倒した一行は、彼から北の森で恐竜狩りを行っているという情報を得た。愛車のキャディラックで向かった北の森には、すでに密猟者によって荒れ狂わされた恐竜たちが人間を襲おうとしていた。恐竜や密猟者と戦いながら掻い潜ると、その先には大量の恐竜の死体があった。さらに、恐竜を切り刻んで殺そうとしているアトミックと遭遇することとなる。
EPISODE3（地獄のロード）WASTE LAND
BOSS：ガスパー (GASPER / HOGG)
アトミックと交戦する一行。一方、ガスパー率いる密猟者たちが、キャディラックスの本拠地のガレージを襲おうと向かっていた。情報を聞きつけたジャックたちは愛車を呼び出し、ガスパーを追いかけながらガレージへと向かった。
なお、道中はキャディラック（車）を運転して敵を轢いていく事実上のボーナスステージ。
EPISODE4（アジトをとりもどせ！）JACK'S GARAGE
BOSS：スライス (SLICE)
ガスパーたちの作戦を阻止した一行だが、ガレージはすでにもう一方のスライス率いる密猟グループによって占拠されてしまっていた。ガレージ内での攻防を繰り広げ、スライスと対峙する。
EPISODE5（火の村）VILLAGE OF FLAME
BOSS：モルガン (MORGAN) → モルギー (MORGUE)
スライスを撃破後、突如通信ルームからとある村の村長との連絡が入る。村長によれば、密猟者が村に火を放って恐竜を暴れさせていたとのこと。山を越えた先の村はすでに炎に包まれていた。その先で村長が実験の秘密を一行に明かそうとしたその時、研究員の風貌をした小男・モルガンに銃撃されて息絶えてしまった。モルガンは駆け付けたキャディラックスの面々にマシンガンをはじめとするあらゆる武器で応戦するも、彼らに追いつめられる。だが、突然モルガンの体は恐竜に変貌。モルギーとなって一向に襲い掛かる。
EPISODE6（狂気の改造実験）JUNGLE&MINE
BOSS：タイログ (TYROG)
なんとかモルギーを倒した一行は、炭鉱を経てジャングルへ向かった。そこで対峙する密猟者が箱から取り出したのは、寄生生物タイログだった。タイログは人間に寄生すると怪物のような巨大生物に変貌し、倒された後も別人にとりついて復活する生物である。ただ、3度倒されたところで、タイログは完全に絶命。のちに一行はこの事件の黒幕が、天才科学者「Dr.フェッセンデン」であること、また彼のアジトが街の地下にあることを知る。
EPISODE7（地下へ）THE BASEMENT
BOSS：スライサウルス (SLISAUR)
キャディラックスの面々はかつての大洪水の際にシェルターとして運用されていた地下施設に行く。 地下研究室にたどり着いた先には、フェッセンデンによってEPISODE4で倒したスライスを恐竜化して生まれ変わらせた、2体のスライサウルスが待ち構えていた。
EPISODE8（最期の闘い）DEEP DEEP DOWN
BOSS：DR.フェッセンデン (Dr. FESSENDEN)（最初はMORGUEの色違いだが、倒されるとパワーアップした姿になる）
なんとかスライサウルスたちを倒した一行は、寄生生物タイログ2に追われたりしながらも、フェッセンデンと対峙する。彼は密猟者を使って恐竜を集め、恐竜と人間を組み合わせた最強の生物を作ることをもくろんでおり、自分自身をも恐竜に改造していた。最初はモルギーに似た姿をしていたが、やがて頭部が2つある上に火球を吐くなど、恐竜というより怪獣に近い姿へと変貌した。

## プレイヤーキャラクター
ジャック・テンレック（Jack Tenrec）
キャディラックスのリーダー。メカニックにして霊媒師である。
通常攻撃の性能と攻撃力はハンナやムスタファと同じ。
ダッシュ攻撃は、体勢が低いので相打ちになりづらいが、突進距離が短いため強い敵だと避けられて反撃されやすい。
必殺技は前方にジャンプし、敵を蹴り上げる「ヒールアッパー」。
メガクラッシュは「ダイナアッパーカット」。
ハンナ・ダンディー（Hannah Dundee）
明晰な頭脳を持つ女性科学者であり、武器のエキスパート。
通常攻撃の性能と攻撃力はジャックと同じだが、敵が自分より奥にいる場合、連打の4発目が投げにならない。
ダッシュ攻撃は、突進距離が長く当てやすいが、返されやすい。
必殺技は前転攻撃を行う「スピニングエルボー」。
メガクラッシュは「スパイラルスマッシュ」。
ムスタファ・カイロ（Mustaphr Cairo）
エンジニアであり、ジャックの良き友人でもある。
通常攻撃の性能と攻撃力はジャックと同じ。
投げが遠くに投げてしまうため、投げからの起き攻めができない。
ダッシュ攻撃は、リーチが長い上、伸ばした脚の部分は無敵で、他の3人よりかなり性能が良い。
必殺技は「サマーソルトキック」。
メガクラッシュは「トルネードキック」。
メス・オブラドビッチ（Mess O'bradovich）
通常攻撃は他の3人より攻撃力が高いが、振りがやや遅い。
投げ技も他の3人より攻撃力が高く、連打の4発目はパンチより投げの方が強い。投げ技が2種類あり、通常の投げはボディー・スラムだが、掴んでから後ろへ投げる場合はブレーン・バスターになる。
ダッシュ攻撃は、ハンナに次いで返されやすいが、突進距離が長く当てやすい。
必殺技は高くジャンプして背中から落下する「アースクエイク」。
メガクラッシュは「ヘッドブレイカー」。

## スタッフ
- プランニング：DA.、HATTARI、JRA
- オブジェクト：KURISAN（栗原明美）、JUN（松村淳）、MATANO、SS、SHISUI、KINMON（木本壮紀）、THE WHO
- スクロール：NISSUI（西辻朝枝）、KONOMI、OHNICCHAN（大西弘樹）、BENTOBUCHO
- プログラム：YUKI SAIKO、CKY GI-U、T URAGORO（浦郷勉）、SOME-P（染谷勝彦）
- コンポーズ：PIRO2 OYAJI（阿部功）、SYUN（西垣俊）、KIYO（水月陵）
- サウンドデザイン：TOSHI BULL、NOBU（大内伸弘）
- アシスト：KITASAN、YOKOZO、DANIEL、INUKICHI（岩崎篤嗣）、BAN、JIROU、KURATA-N（倉谷栄治）、HANISAWA（藤沢直紀）
- ADデザイン：SHO（岡野正衛）、TOM（西村キヌ）、SENSEI（末次治樹）
- USAサポート：DJAMES
- メニーサンクス：POO（船水紀孝）、NIN（西谷亮）、HORE HORE、ALEX、SUPER JOE

## 原作について
- 原作となったアメコミ「Xenozoic Tales」は大手出版社（MARVEL・DC・DARKHORSE・IMAGE）でないKITCHEN SINK PRESSから刊行されていた作品だが、アニメ化をきっかけにMARVELやDARKHORSEからもリプリント（再出版）された。日本語版はない。
- 日本では唯一本ゲームでしか存在を知ることがない作品であり、同社のゲームとしては類例がないほど国外向けに徹した作品と言える[独自研究?]。

## 反響
本ゲーム稼動時の日本では原作の知名度が皆無に等しく、同時期に稼動した『パニッシャー』の方がまだ知名度があった。その一方、アーケードゲームの業界紙「ゲームマシン」のランキング「Best Hit Games 25」のアップライト、コックピット型TVゲーム機部門では7位にランクインした。
日本国外ではアニメ化を契機にブレイクを果たしており、続編『Cadillacs and Dinosaurs: The Second Cataclysm』（メガCD用ソフト）をはじめとする家庭用ゲームやテーブルトークRPGも作られた。
また横スクロールアクションオンラインゲーム『アラド戦記』は本作を手本に開発された。